# Статуя Будди в Лешань
29°32′50″ пн. ш. 103°46′09″ сх. д. / 29.54722° пн. ш. 103.76917° сх. д.
Статуя Будди в Лешань (乐山大佛) — зображення Будди, вирізьблене в скелі в горах Цілуаньфен біля східного обніжжя Емею.

## Опис
Спорудження почалося 713 року за часів династії Тан, роботи були завершені через 90 років. Будда вважається найбільшою в світі скульптурою, висіченою на кручі. Голова Будди височіє врівень з горою, а його стопи упираються в річку. Будда має у висоту 71 м, висота голови — майже 15 м, розмах плечей — майже 30 м, довжина пальця руки — 8 м, пальця ноги — 1,6 м, довжина носа — 5,5 м. Його обличчя дихає добротою і шляхетністю. Прекрасно передані всі пропорції людського тіла. Майстерна статуя святого і величний розмах творців відображають блискучу цивілізацію часів династії Тан. На південній і північній по відношенню до Будди стінах видовбано більше 90 кам'яних зображень бодхисатв.